# Gradski Stadion Novi Pazar
Le stade municipal Novi Pazar (en serbe cyrillique : Градски Cтадион Нови Пазар, et en serbe latin : Gradski Stadion Novi Pazar), est un stade de football situé à Novi Pazar, en Serbie.

## Histoire
Le stade est entièrement rénové en 2011-2012.